# Africada lateral retroflexa sonora
A africada lateral retroflexa sonora é um som consonantal raro, usado em algumas línguas faladas. O símbolo no Alfabeto Fonético Internacional é ⟨ɖ͜ɭ˔⟩ e no extIPA ⟨ɖ𝼅⟩. 

## Características
- Seu modo de articulação é africada, o que significa que é produzida primeiro interrompendo totalmente o fluxo de ar, depois permitindo o fluxo de ar através de um canal restrito no local de articulação, causando turbulência.
- Seu local de articulação é retroflexo, o que significa prototipicamente que ele está articulado subapical (com a ponta da língua enrolada para cima), mas de forma mais geral, significa que é pós-alveolar sem ser palatalizado. Ou seja, além da articulação subapical prototípica, o contato da língua pode ser apical (pontiagudo) ou laminal (plano).
- Sua fonação é sonora, o que significa que as cordas vocais vibram durante a articulação.
- É uma consoante oral, o que significa que o ar só pode escapar pela boca.
- É uma consoante lateral, o que significa que é produzida direcionando o fluxo de ar para os lados da língua, em vez de para o meio.
- O mecanismo do fluxo de ar é pulmonar, o que significa que é articulado empurrando o ar apenas com os pulmões e o diafragma, como na maioria dos sons.

## Ocorrências
| Língua       | Língua          | Palavra | AFI       | Significado | Notas                |
| ------------ | --------------- | ------- | --------- | ----------- | -------------------- |
| Kamkata-viri | Dialeto kamviri | uḍl′oa- | [uˈɖɭ˔oː] | Se afastar  | Apical pós-alveolar. |